# Сильников, Михаил Владимирович
Михаи́л Влади́мирович Си́льников (род. 3 апреля 1961 года, Ленинград) — российский физик, специалист в области механики горения и взрыва, академик РАН (2025), академик РАРАН (2000).

## Биография
Родился 3 апреля 1961 года в Ленинграде. По материнской линии — внук известного хирурга Ф. Углова.
В 1985 году — окончил Ленинградский политехнический институт.
С 1985 года — работал в Центральном НИИ материалов Миноборонпрома СССР.
С 1991 года — директор Лаборатории специальных материалов, которая в 1993 году реорганизовалась в НПО специальных материалов, настоящее время «АО Научно-производственное объединение специальных материалов» (Санкт-Петербург).
С 1997 года — кандидат физико-математических наук.
С 2000 года — доктор технических наук, и тогда же присвоено учёное звание профессора.
Профессор Санкт-Петербургского университета МВД.
Полковник запаса. Участвовал в боевых действиях в ходе контртеррористической операции на Северном Кавказе.
В 2011 году — избран членом-корреспондентом РАН.
С 2012 года — директор Института военно-технического обучения и безопасности Санкт-Петербургского политехнического университета Петра Великого.
В 2025 году — избран действительным членом РАН. Работает в Санкт-Петербургском отделении Академии.

## Научная деятельность
Специалист в области механики горения и взрыва.
Основные научные результаты:
- получены фундаментальные результаты по взаимодействию ударных волн с гетерофазными средами, открывшие путь к управлению параметрами ударных волн и формулировке принципов создания новых технических средств защиты от поражающих факторов взрыва;
- разработаны стабильные среды с аномально высокой кинематической релаксацией позволяющие создать новые высокоэффективные методы и материалы.

Заведующий кафедрой «Взрывобезопасность и технические средства противодействия терроризму», член ученого и диссертационного советов Санкт-Петербургского университета Государственной противопожарной службы МЧС России.
Главный редактор «Известия РАРАН», Заместитель главного редактора журнала «Вопросы оборонной техники», председатель редсовета журнала «Защита и безопасность», член Северо-Западного отделения Научного Совета по горению и взрыву при Президиуме РАН, директор Северо-Западного отделения Российской секции Международного института горения.
Автор более 350 научных трудов, из них 16 монографий и 27 учебников и учебных пособий, 95 авторских свидетельств и патентов на изобретения.
Академик Российской академии ракетных и артиллерийских наук — с 2000 года. С 2007 года — действительный член (академик) общественной организации «Российская инженерная академия».

## Награды
- Государственная премия Российской Федерации в области науки и техники (2000) — за создание изделий защитного вооружения и специальной техники[1]
- Премия Правительства Российской Федерации в области науки и техники (2001)[2]
- Премия Правительства Российской Федерации в области науки и техники (2009)[2]
- Орден «За заслуги перед Отечеством» IV степени (2024)[7]
- Орден Александра Невского (2019)[8]
- Орден «За военные заслуги» (2013)[9]
- Орден Почёта (1999)[10]
- Премия Президента Российской Федерации в области образования (2003)[2][11]
- Заслуженный деятель науки Российской Федерации (2005)[2]
- Премия имени А. Н. Крылова Правительства Санкт-Петербурга (2014) — за создание теоретических основ описания сверхскоростных процессов прохождения ударных волн через среды с аномально высокой кинематической релаксацией, экспериментальные исследования высоковольтного разряда и электровзрыва проводников в активных средах и создание технологии защиты от поражающих факторов взрыва[12]
- медали, награды Министерства обороны и МВД России[1]